# Burma az 1984. évi nyári olimpiai játékokon
Burma az egyesült államokbeli Los Angelesben megrendezett 1984. évi nyári olimpiai játékok egyik részt vevő nemzete volt. Az országot az olimpián 1 sportágban 1 sportoló képviselte, aki érmet nem szerzett.

## Ökölvívás
| Versenyző | Versenyszám | Selejtező                     | 1. forduló        | Nyolcaddöntő      | Negyeddöntő       | Elődöntő          | Döntő             | Helyezés |
| Versenyző | Versenyszám | Ellenfél Eredmény             | Ellenfél Eredmény | Ellenfél Eredmény | Ellenfél Eredmény | Ellenfél Eredmény | Ellenfél Eredmény | Helyezés |
| --------- | ----------- | ----------------------------- | ----------------- | ----------------- | ----------------- | ----------------- | ----------------- | -------- |
| Latt Zaw  | Könnyűsúly  | Christopher Ossai (NGR) · 0:5 | kiesett           | kiesett           | kiesett           | kiesett           | kiesett           | 33.      |